# Championnat du monde de vitesse moto 1988
Navigation
Édition précédente Édition suivante
Le Championnat du monde de vitesse moto 1988 est la 40e saison de vitesse moto organisée par la FIM.

Ce championnat comporte quinze courses de Grand Prix, pour quatre catégories : 500 cm3, 250 cm3, 125 cm3 et 80 cm3.

## Attribution des points
Le système d'attribution des points change. Attribués précédemment aux dix premiers, des points sont désormais attribués aux quinze premiers de chaque course :
| Classement | 1  | 2  | 3  | 4  | 5  | 6  | 7 | 8 | 9 | 10 | 11 | 12 | 13 | 14 | 15 |
| ---------- | -- | -- | -- | -- | -- | -- | - | - | - | -- | -- | -- | -- | -- | -- |
| Points     | 20 | 17 | 15 | 13 | 11 | 10 | 9 | 8 | 7 | 6  | 5  | 4  | 3  | 2  | 1  |

| Classement | 1  | 2  | 3  | 4 | 5 | 6 | 7 | 8 | 9 | 10 |
| ---------- | -- | -- | -- | - | - | - | - | - | - | -- |
| Points     | 15 | 12 | 10 | 8 | 6 | 5 | 4 | 3 | 2 | 1  |

## Grands Prix de la saison
| N° | Course                            | Lieu         | Vainqueur 80 cm³  | Vainqueur 125 cm³ | Vainqueur 250 cm³ | Vainqueur 500 cm³ | Résultat |
| -- | --------------------------------- | ------------ | ----------------- | ----------------- | ----------------- | ----------------- | -------- |
| 1  | Grand Prix du Japon               | Suzuka       |                   |                   | Anton Mang        | Kevin Schwantz    | Résultat |
| 2  | Grand Prix des États-Unis         | Laguna Seca  |                   |                   | Jim Filice        | Eddie Lawson      | Résultat |
| 3  | Grand Prix d'Espagne              | Jarama       | Stefan Dörflinger | Jorge Martínez    | Sito Pons         | Kevin Magee       | Résultat |
| 4  | Grand Prix Expo 92                | Jerez        | Jorge Martínez    |                   | Juan Garriga      | Eddie Lawson      | Résultat |
| 5  | Grand Prix des Nations            | Imola        | Jorge Martínez    | Jorge Martínez    | Dominique Sarron  | Eddie Lawson      | Résultat |
| 6  | Grand Prix d'Allemagne de l'Ouest | Nürburgring  | Jorge Martínez    | Ezio Gianola      | Luca Cadalora     | Kevin Schwantz    | Résultat |
| 7  | Grand Prix d'Autriche             | Salzburgring |                   | Jorge Martínez    | Jacques Cornu     | Eddie Lawson      | Résultat |
| 8  | Grand Prix des Pays-Bas           | Assen        | Jorge Martínez    | Jorge Martínez    | Juan Garriga      | Wayne Gardner     | Résultat |
| 9  | Grand Prix de Belgique            | Spa          |                   | Jorge Martínez    | Sito Pons         | Wayne Gardner     | Résultat |
| 10 | Grand Prix de Yougoslavie         | Rijeka       | Jorge Martínez    | Jorge Martínez    | Sito Pons         | Wayne Gardner     | Résultat |
| 11 | Grand Prix de France              | Paul Ricard  |                   | Jorge Martínez    | Jacques Cornu     | Eddie Lawson      | Résultat |
| 12 | Grand Prix de Grande-Bretagne     | Donington    |                   | Ezio Gianola      | Luca Cadalora     | Wayne Rainey      | Résultat |
| 13 | Grand Prix de Suède               | Anderstorp   |                   | Jorge Martínez    | Sito Pons         | Eddie Lawson      | Résultat |
| 14 | Grand Prix de Tchécoslovaquie     | Brno         | Jorge Martínez    | Jorge Martínez    | Juan Garriga      | Wayne Gardner     | Résultat |
| 15 | Grand Prix du Brésil              | Goiânia      |                   |                   | Dominique Sarron  | Eddie Lawson      | Résultat |

## Résultats de la saison

### Championnat 1988 catégorie 500 cm³
| Clas. | Pilote               | N° | Pays        | Constructeur             | Points | Victoires |
| ----- | -------------------- | -- | ----------- | ------------------------ | ------ | --------- |
| 1     | Eddie Lawson         | 3  | États-Unis  | Marlboro Yamaha          | 252    | 7         |
| 2     | Wayne Gardner        | 1  | Australie   | Rothmans Honda           | 229    | 4         |
| 3     | Wayne Rainey         | 17 | États-Unis  | Lucky Strike Yamaha      | 189    | 1         |
| 4     | Christian Sarron     | 7  | France      | Gauloises Yamaha         | 149    | 0         |
| 5     | Kevin Magee          | 16 | Australie   | Lucky Strike Yamaha      | 138    | 1         |
| 6     | Niall Mackenzie      | 5  | Royaume-Uni | Rothmans Honda           | 125    | 0         |
| 7     | Didier de Radiguès   | 12 | Belgique    | Marlboro Yamaha          | 120    | 0         |
| 8     | Kevin Schwantz       | 34 | États-Unis  | Pepsi Suzuki             | 119    | 2         |
| 9     | Pier-Francesco Chili | 8  | Italie      | HB Honda                 | 110    | 0         |
| 10    | Rob McElnea          | 10 | Royaume-Uni | Pepsi Suzuki             | 83     | 0         |
| 11    | Ron Haslam           | 4  | Royaume-Uni | ELF-ROC Honda            | 68     | 0         |
| 12    | Randy Mamola         | 2  | États-Unis  | Cagiva                   | 58     | 0         |
| 13    | Shunji Yatsushiro    | 9  | Japon       | Rothmans Honda           | 57     | 0         |
| 14    | Patrick Igoa         | 14 | France      | Sonauto-Gauloises Yamaha | 44     | 0         |
| 15    | Tadahiko Taira       | 6  | Japon       | Tech-21 Yamaha           | 36     | 0         |
| 16    | Alessandro Valesi    | 27 | Italie      | Iberna Honda             | 26     | 0         |
| 17    | Marco Papa           | 22 | Italie      | Greco Honda              | 17     | 0         |
| 18    | Roger Burnett        | 11 | Royaume-Uni | Katayama Honda           | 15     | 0         |
| 19    | Mike Baldwin         | 18 | États-Unis  | Katayama Honda           | 14     | 0         |
| 20    | Raymond Roche        | 21 | France      | Cagiva                   | 13     | 0         |

### Championnat 1988 catégorie 250 cm³
| Clas. | Pilote               | N° | Pays                 | Constructeur | Points | Victoires |
| ----- | -------------------- | -- | -------------------- | ------------ | ------ | --------- |
| 1     | Sito Pons            | 3  | Espagne              | Honda        | 231    | 4         |
| 2     | Juan Garriga         | 11 | Espagne              | Honda        | 221    | 3         |
| 3     | Jacques Cornu        | 9  | Suisse               | Honda        | 166    | 2         |
| 4     | Dominique Sarron     | 4  | France               | Honda        | 158    | 2         |
| 5     | Reinhold Roth        | 2  | Allemagne de l'Ouest | Honda        | 158    | 0         |
| 6     | Luca Cadalora        | 7  | Italie               | Yamaha       | 136    | 2         |
| 7     | Jean-Philippe Ruggia |    | France               | Yamaha       | 104    | 0         |
| 8     | Anton Mang           | 1  | Allemagne de l'Ouest | Honda        | 87     | 1         |
| 9     | Carlos Cardús        | 5  | Espagne              | Honda        | 71     | 0         |
| 10    | Masahiro Shimizu     |    | Japon                | Honda        | 68     | 0         |

### Championnat 1988 catégorie 125 cm³
| Clas. | Pilote             | N° | Pays                 | Constructeur | Points | Victoires |
| ----- | ------------------ | -- | -------------------- | ------------ | ------ | --------- |
| 1     | Jorge Martínez     |    | Espagne              | Derbi        | 197    | 9         |
| 2     | Ezio Gianola       | 6  | Italie               | Honda        | 168    | 2         |
| 3     | Hans Spaan         |    | Pays-Bas             | Honda        | 110    | 0         |
| 4     | Julian Miralles    | 3  | Espagne              | Honda        | 104    | 0         |
| 5     | Domenico Brigaglia | 4  | Italie               | Rotax        | 69     | 0         |
| 6     | Gastone Grassetti  |    | Italie               | Honda        | 66     | 0         |
| 7     | Adi Stadler        |    | Allemagne de l'Ouest | Honda        | 63     | 0         |
| 8     | Stefan Prein       |    | Allemagne de l'Ouest | Honda        | 59     | 0         |
| 9     | Lucio Pietroniro   | 9  | Belgique             | Honda        | 56     | 0         |
| 10    | Gerhard Waibel     |    | Allemagne de l'Ouest | Honda        | 52     | 0         |

### Championnat 1988 catégorie 80 cm³
| Clas. | Pilote             | N° | Pays                 | Constructeur | Points | Victoires |
| ----- | ------------------ | -- | -------------------- | ------------ | ------ | --------- |
| 1     | Jorge Martínez     | 1  | Espagne              | Derbi        | 137    | 6         |
| 2     | Álex Crivillé      |    | Espagne              | Derbi        | 90     | 0         |
| 3     | Stefan Dörflinger  | 4  | Suisse               | Krauser      | 77     | 1         |
| 4     | Manuel Herreros    | 2  | Espagne              | Derbi        | 69     | 0         |
| 5     | Peter Öttl         | 5  | Allemagne de l'Ouest | Krauser      | 65     | 0         |
| 6     | Bogdan Nikolov     |    | Bulgarie             | Krauser      | 55     | 0         |
| 7     | Karoly Juhasz      |    | Hongrie              | Krauser      | 54     | 0         |
| 8     | Jos van Dongen     |    | Pays-Bas             | Casal        | 47     | 0         |
| 9     | Giuseppe Ascareggi |    | Italie               | BBFT         | 46     | 0         |
| 10    | Gabriele Gnani     |    | Italie               | Gnani        | 36     | 0         |